# Lirije Peci
Lirije Peci (* 19. April 2000) ist eine kosovarische Leichtathletin, die sich auf den Sprint spezialisiert hat.

## Sportliche Laufbahn
Erste internationale Erfahrungen sammelte Lirije Peci beim Europäischen Olympischen Jugendfestival (EYOF) 2015 in Tiflis, bei dem sie im 200-Meter-Lauf mit 30,18 s in der ersten Runde ausschied und auch über 400 Meter mit 63,02 s nicht über den Vorlauf hinauskam. 2019 stellte sie bei der 3. Liga der Team-Europameisterschaft mit 49,99 s einen neuen Landesrekord in der 4-mal-100-Meter-Staffel auf. 2020 wurde sie bei den Balkan-Hallenmeisterschaften in Istanbul in 60,23 s Fünfte im C-Lauf über 400 Meter und im Jahr darauf erreichte sie bei den Balkan-Hallenmeisterschaften ebendort mit neuer Bestleistung von 58,47 s Rang elf im 400-Meter-Lauf.

## Persönliche Bestleistungen
- 200 Meter: 30,18 s (−6,5 m/s), 29. Juli 2015 in Tiflis
- 400 Meter: 59,45 s, 2. Juli 2019 in Cluj-Napoca
  - 400 Meter (Halle): 58,47 s, 20. Februar 2021 in Istanbul